# Laguna Escondida
A  Laguna Escondida é um lago localizado na Guatemala. Localiza-se no departamento de Izabal, Município de Livingston.